# 해명 (고구려)
해명(解明, 기원전 12년~기원후 9년)은 고구려 유리명왕의 둘째 아들이다. 형 도절이 먼저 죽어서 뒤를 이어 태자가 되었으나 유리왕의 미움을 사 자살하게 되었다.

## 생애
1년 원래의 태자였던 형 도절이 죽은 뒤 4년(유리왕 23년) 2월(음력, 이하 모두 음력) 태자로 책봉되었다. 8년 1월 옛 도읍인 졸본에 있었는데 힘이 무척 세고 용감했다. 황룡국(黃龍國)왕이 이를 듣고 강궁을 선물했다. 해명은 그 활을 꺾어 견고하지 않다며 사신에게 면박을 주었고 황룡왕은 수치스러워 했다. 아버지 유리명왕이 노하여 ‘해명이 불효하니으니 자신을 위하여 죽여주길 바란다’고 황룡왕에게 통고했다. 3월 황룡왕이 해명을 초대하여 모살하려 했지만 막상 만나니 그러지 못하고 예를 갖춰 보냈다.
9년 3월(음력) 유리왕이 해명에게 “나는 도읍을 옮겨 나라를 튼튼히 함으로써 백성을 편안히 하려 했는데 네가 강한 힘만 자부하여 이웃 나라의 원한을 샀으니 자식의 도리라 할 수 있느냐”며 칼을 주고 자살하도록 했다. 어떤 사람이 이를 행하려는 해명을 말렸지만 “우리나라를 황룡왕이 가벼이 여길지 몰라 그 활을 부러뜨린 것이었는데 뜻밖에 부왕께서 이를 책망하고 자살하라 하니 어찌 피할 수 있겠는가”라는 말을 남기고 창을 거꾸로 꽂은 후 그 위로 말을 달려 자결하였다. 나이 21세였다. 그가 죽은 곳을 창원(槍原)이라 하고 그 자리에 사당을 세웠다.

## 해명이 등장하는 작품
- 《바람의 나라》, KBS, 2006년 ~ 2007년, 배우 : 이종원

## 참고 문헌
- 《삼국사기》 권13, 〈고구려본기〉 1, 유리왕
- 강미정, 〈〈해명 태자 이야기〉의 감상과 자기 서사의 탐색〉, 《문학치료연구》 1, 한국문학치료학회, 2004년